# 西日本高速道路関西支社
西日本高速道路関西支社（にしにほんこうそくどうろ・かんさいししゃ）は、西日本高速道路（NEXCO西日本）の支社の一つ。旧日本道路公団関西支社の流れを汲んでいる。

## 支社所在地

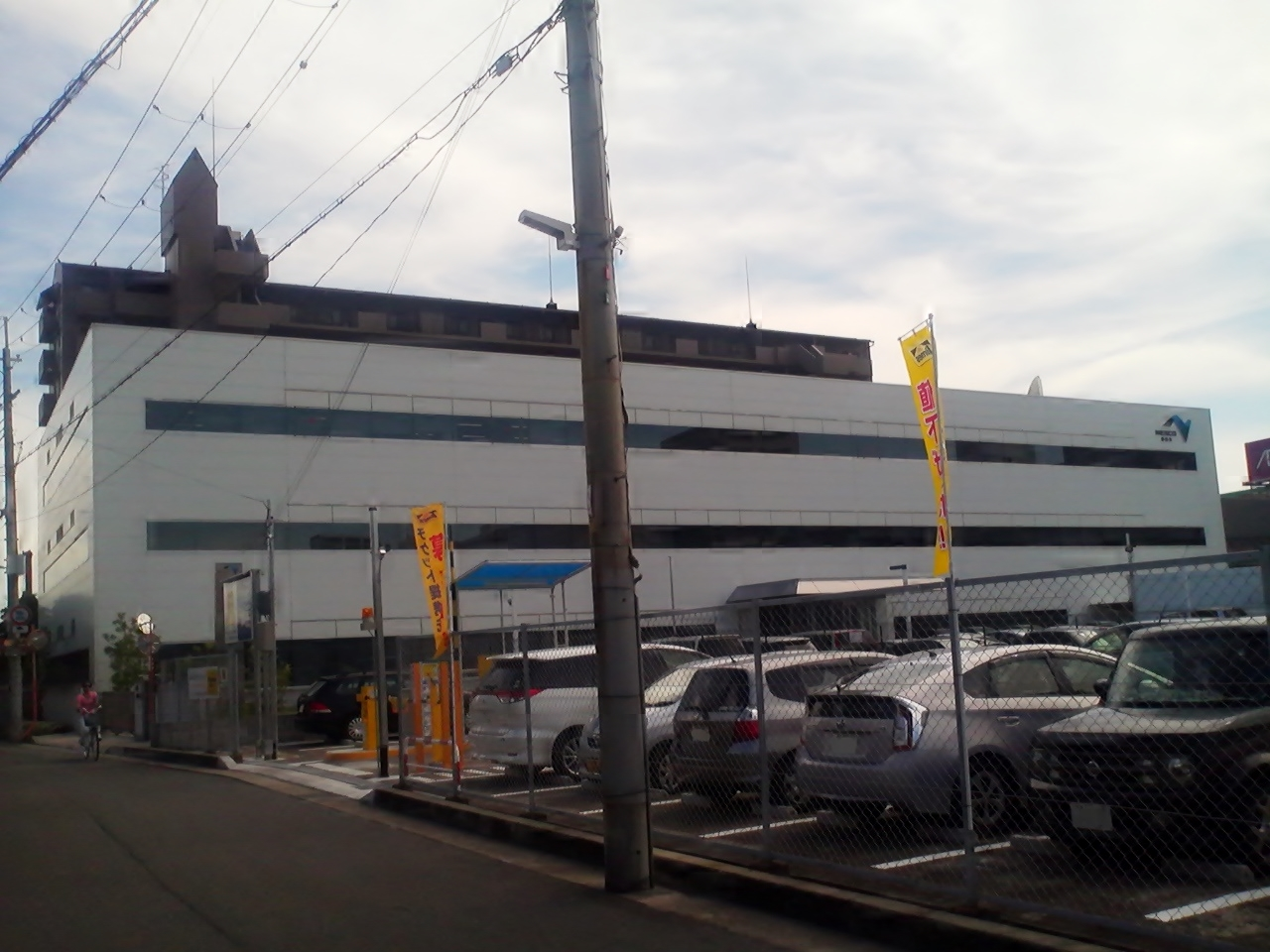
西日本高速道路関西支社

〒567-0871
大阪府茨木市岩倉町1-13（2008年11月25日より大阪市北区堂島から現所在地に移転）

## 管轄路線・事務所
NEXCO管轄の高速道路・有料道路のうち、滋賀県の名神高速道路八日市IC以西と新名神高速道路甲賀土山IC以西、福井県の舞鶴若狭自動車道小浜IC以西の関西地方の路線を管轄している。
- 滋賀県内の名神高速八日市IC以東、新名神高速甲賀土山IC以東、北陸道米原JCT - 木之本IC間はNEXCO中日本名古屋支社の管轄。
- 北陸道木之本IC以北・舞鶴若狭道小浜IC以東はNEXCO中日本金沢支社の管轄

### 高速道路事務所[1]
高速道路事務所・第二神明道路事務所は主に保全サービス事業を担当している。
| 名称                 | 管轄路線 | 所在地                                                                  | 備考   |
| -------------------- | --- | ----------------------------------------------------------------------- | ------ |
| 滋賀高速道路事務所   | 名神高速道路（八日市IC-京都東IC） 新名神高速道路（甲賀土山IC-草津JCT） 京滋バイパス（瀬田東IC-笠取IC） | 〒520-3016 滋賀県栗東市小野758 (名神栗東ICに併設)                       | [ 2 ]  |
| 京都高速道路事務所   | 名神高速道路（京都東IC-高槻JCT/IC） 京滋バイパス（笠取IC-大山崎JCT） 第二京阪道路（鴨川東IC-枚方東IC） 京奈道路（全線） 京都縦貫自動車道（長岡京IC-大山崎JCT） 新名神高速道路（城陽JCT/IC-八幡京田辺JCT/IC） | 〒613-0024 京都府久世郡久御山町森北大内27 (第二京阪久御山JCTに併設)     | [ 4 ]  |
| 大阪高速道路事務所   | 名神高速道路（高槻JCT･IC-西宮IC） 新名神高速道路（高槻JCT/IC-箕面とどろみIC） 近畿自動車道（吹田JCT-長原IC） 中国自動車道（吹田JCT-中国池田IC） 第二京阪道路（枚方東IC-門真JCT） 第二阪奈道路（全線）        | 〒567-0043 大阪府茨木市大字小坪井527-12 (名神吹田JCTに併設)             | [ 5 ]  |
| 阪奈高速道路事務所   | 近畿自動車道（長原IC-松原IC） 西名阪自動車道（全線） 阪和自動車道（松原IC-泉佐野JCT） 南阪奈道路（美原JCT-葛城IC） 関西空港自動車道（全線） 関西国際空港連絡橋（全線） 堺泉北道路（全線）                    | 〒583-0033 大阪府藤井寺市小山9-3-1 (西名阪道藤井寺ICに併設)             | [ 6 ]  |
| 和歌山高速道路事務所 | 阪和自動車道・湯浅御坊道路（泉佐野JCT-南紀田辺IC） 紀北西道路（岩出根来IC - 和歌山JCT） | 〒640-8305 和歌山県和歌山市栗栖字中須1038-2 (阪和道和歌山ICに併設)      | [ 7 ]  |
| 福知山高速道路事務所 | 舞鶴若狭自動車道（三田西IC-小浜IC） 舞鶴若狭自動車道（舞鶴東IC-小浜IC）の改築工事 | 〒620-0853 京都府福知山市長田野町3-5-1 (舞鶴若狭道福知山ICに併設)       |        |
| 神戸高速道路事務所   | 新名神高速道路（箕面とどろみIC-神戸JCT） 中国自動車道（中国池田IC-吉川IC） 山陽自動車道（神戸JCT-三木小野IC、三木JCT-神戸西IC） 山陽自動車道 三木SAスマートICの新設工事 舞鶴若狭自動車道（吉川JCT-三田西IC） | 〒651-1412 兵庫県西宮市山口町下山口145 (中国道西宮北ICに併設)           | [ 8 ]  |
| 福崎高速道路事務所   | 中国自動車道（吉川IC-佐用IC） 鳥取自動車道（佐用JCT-佐用TB） 播磨自動車道（播磨新宮IC-宍粟JCT） | 〒679-2204 兵庫県神崎郡福崎町西田原2023 (中国道福崎ICに併設)            | [ 9 ]  |
| 姫路高速道路事務所   | 山陽自動車道（三木小野IC-備前IC） 播磨自動車道（播磨JCT-播磨新宮IC） | 〒671-2232 兵庫県姫路市相野941-103 (山陽道山陽姫路西ICに併設)           | [ 10 ] |
| 第二神明道路事務所   | 第二神明道路（全線） 第二神明道路（永井谷JCT-石ヶ谷JCT）の新設工事 | 〒655-0852 兵庫県神戸市垂水区名谷町字前田953 (第二神明道路名谷ICに併設) | [ 11 ] |
| 亀岡高速道路事務所   | 京都縦貫自動車道（宮津天橋立IC-長岡京IC(含まず)） | 〒621-0826 京都府亀岡市篠町篠上長尾15（京都縦貫道篠ICに併設）           | [ 12 ] |

### 工事事務所[1]
工事事務所・新名神の各事務所は主に建設事業を担当している。
| 名称                               | 管轄路線 | 所在地                                      | 備考   |
| ---------------------------------- | --- | ------------------------------------------- | ------ |
| 新名神京都事務所                   | 新名神高速道路（京都府域）の新設工事 名神高速道路 京都南JCTの新設工事 京都縦貫自動車道の改築工事                            | 〒607-8034 京都府京都市山科区四ノ宮泓37     |        |
| 新名神大阪東事務所                 | 新名神高速道路（京都府・大阪府境-高槻）の新設工事 淀川左岸線延伸部の新設工事                                                | 〒573-1171 大阪府枚方市三栗2-5-1            |        |
| 新名神大阪西事務所                 | 新名神高速道路（高槻JCT/IC付近）の新設工事                                                                                  | 〒569-1133 大阪府高槻市川西町2-10-20        | [ 13 ] |
| 新名神大津事務所                   | 新名神高速道路（滋賀県域）の新設工事 新名神高速道路（甲賀土山IC-大津JCT）の改築工事 名神高速道路 黒丸PAスマートICの新設工事 | 〒520-0032 滋賀県大津市観音寺18             | [ 14 ] |
| 和歌山工事事務所（田辺工事事務所） | 阪和自動車道 印南IC-南紀田辺ICの改築工事                                                                                    | 〒640-8323 和歌山県和歌山市太田3-10-6       | [ 15 ] |
| 阪神改築事務所                     | 中国自動車道 吹田JCTから神戸JCTなどに係る特定更新などの工事 新名神高速道路（兵庫県川西市平野-神戸JCT）の新設工事            | 〒666-0016 兵庫県川西市中央町10-20          | [ 16 ] |
| 奈良工事事務所                     | 京奈和自動車道（奈良北IC-郡山下ツ道JCT（大和北道路））の新設工事                                                            | 〒630-8014 奈良県奈良市四条大路1丁目4番60号 | [ 17 ] |

日本道路公団時代は上記の路線に加えて名神高速関ヶ原IC-八日市IC及び北陸道米原JCT-木之本ICも管轄していたが、公団末期に当時の日本道路公団中部支社に移管され現在はNEXCO中日本名古屋支社の管轄となっている